# Método ROPA
El método ROPA (sigla de recepción de ovocitos de la pareja) se trata de una variante del tratamiento de fecundación in vitro (FIV) que permite la maternidad "compartida” en el caso de parejas de mujeres. 
Esta técnica consiste en realizar la fecundación in vitro  de los ovocitos de una de las mujeres y transferirlos al útero gestante de la otra. Ambas participan activamente en el proceso, con la finalidad de lograr un embarazo a término. Esta nueva técnica de reproducción asistida fue creada en 2008 por el doctor Simón Marina del Instituto CEFER. En 2010 se publicó el primer nacimiento en España y en el mundo con esta técnica.
De esta manera podemos hablar de:
- Madre genética: es la que aporta la dotación genética, es decir, los ovocitos. Se somete a la estimulación ovárica para la extracción de los óvulos por punción folicular. Normalmente se recomienda que sea la mujer más joven pues la calidad de los óvulos disminuye con la edad.[2]
- Madre gestante: es la que lleva a cabo el embarazo. Por tanto, es la mujer que recibe los embriones fecundados y lleva el embarazo a término.

A diferencia de lo que sucede en una FIV convencional, las mujeres que se someten al método ROPA pueden no tener problemas de fertilidad, el semen siempre procede de un donante y el ovocito no es autólogo, es decir, no procede de la mujer que se va a quedar embarazada. Es importante destacar que este método no es una donación de ovocitos/embriones ni un embarazo subrogado, ya que ni la donante ni la receptora renuncian a su maternidad. 

## Procedimiento

### Tratamiento farmacológico
La mujer que decida aportar sus óvulos para llevar a cabo el método ROPA, debe someterse al procedimiento de  estimulación ovárica empleado en la fecundación in vitro convencional. 
En primer lugar, se realiza una estimulación de sus ovarios, mediante hormonas análogas de GnRH y gonadotropinas que impulsan la producción de folículos para lograr obtener un mayor número de ovocitos. Se realiza una monitorización continua del proceso, a través de la realización de ecografías y análisis hormonales periódicos. De esta forma se vigila que la estimulación avance de forma correcta. La administración de estos fármacos hormonales normalmente se realiza por vía subcutánea mediante inyecciones. Este periodo dura unos 10-12 días.
En el momento en que los folículos alcanzan un tamaño adecuado (15-18 mm aproximadamente), se administra una dosis de la hormona hCG para inducir la maduración de los ovocitos y tras 36 horas se lleva a cabo la extracción de los óvulos maduros mediante una punción folicular. Este proceso dura alrededor de 15 minutos y se realiza bajo sedación, por lo que la paciente no siente dolor. Para ello, se introduce una aguja acoplada al ecógrafo por vía vaginal y se van pinchando los folículos y aspirando el líquido donde se encuentran los óvulos.

### Preparación del semen
La muestra de semen procede de un donante anónimo y permanece criopreservada hasta el momento de la fecundación in vitro. La asignación del  mejor donante para cada paciente la llevará a cabo el centro y las pacientes únicamente conocerán datos generales, asegurando en todo momento el anonimato del donante  tal y como establece la ley española 14/2006.
Antes de realizar la fecundación, se procesa el semen para seleccionar aquellos espermatozoides más capacitados. Finalmente, procedemos a poner en contacto los espermatozoides y los ovocitos, que permanecen en incubación durante unas horas.

### Fecundación y transferencia
Una vez extraídos los óvulos de la mujer donante, y con la muestra de semen capacitada, se fecundan los ovocitos. Tras la fecundación, se observará la evolución de los embriones en el laboratorio hasta el día de su transferencia.

Por otra parte, se debe preparar también el útero de la mujer receptora, para la implantación del embrión humano. Dicha preparación se realiza mediante la administración de un tratamiento hormonal de estrógenos y progesterona, que permite conseguir un grosor de endometrio típico de una embarazada. En concreto, la transferencia embrionaria se programará cuando el endometrio de la mujer gestante tenga un grosor de 7-10 mm y un aspecto trilaminar, que son las condiciones ideales para favorecer la implantación del embrión.
Cuando el útero receptivo de la mujer gestante está preparado, se selecciona el embrión de mayor calidad y se transfiere al interior de la cavidad uterina. La tendencia actual es transferir un solo embrión, aunque en ciertos casos se transfieren dos. La transferencia de tres embriones, el máximo legal (en España), no suele realizarse debido a los riesgos que puede suponer un embarazo múltiple . Este proceso se realiza mediante una cánula y es rápido e indoloro (no es necesaria anestesia).
Finalmente,10-12 días  después de la transferencia, se realiza un análisis de la β-hCG para confirmar el embarazo. Este periodo de tiempo desde la transferencia embrionaria hasta el día de la prueba de embarazo es conocido como betaespera.

### Congelación de embriones
Los embriones no implantados de buena calidad se conservan para su posible uso futuro mediante la técnica de la vitrificación de ovocitos. Se basa en tratar a los embriones con una serie de medios protectores que evitan daños en la congelación. Posteriormente, se colocan en unos soportes y se sumergen en nitrógeno líquido, consiguiendo una temperatura de -196 °C. Los soportes con los óvulos vitrificados se almacenan en unos tanques que mantienen constante la temperatura alcanzada, contando con un doble sistema de alarma para garantizarla y avisar en caso de subida.

## Indicaciones
Principalmente, el método ROPA se encuentra indicado para parejas de mujeres que desean afrontar la maternidad de manera compartida y activamente en el proceso reproductivo, ya sea por elección propia y/o por motivos médicos de un miembro de la pareja, tales como:
- Alteraciones de la calidad de los ovocitos.
- Ausencia de ovocitos propios.
- Ausencia o disfunción severa de los ovarios.
- Riesgo de transmisión hereditaria de cualquier tipo de patología.
- Alteraciones cromosómicas o genéticas.
- Fracaso de otras técnicas de reproducción asistida.

## Eficacia
Se realizó un estudio de cohortes retrospectivo de 180 parejas lesbianas en una clínica de Reproducción Asistida en España entre 2012 y 2018. 60 parejas de sometieron al método ROPA y 120 a una FIV / ICSI se compararon las tasas de embarazo (bioquímico, clínico y en curso) y las tasas de nacidos vivos entre las parejas ROPA y FIV/ICSI. Las características en ambos grupos de edad, IMC, número de ovocitos maduros y grosor del endometrio eran muy similares. Los resultados reproductivos fueron significativamente mejores al utilizar ROPA. En particular, la tasa de nacidos vivos fue 27,3% más alta en el grupo ROPA en comparación con FIV / ICSI. Una de las razones podría ser que as mujeres que reciben los embriones se someten a preparación endometrial pero no a estimulación ovárica. Se ha demostrado que la estimulación hormonal de los ovarios altera la receptividad endometrial después de la ET fresca en los ciclos de FIV. Por lo tanto, se esperan mejores condiciones uterinas después de ROPA. Para corroborar estos resultados, se necesitan más estudios.

## Epigenética
Factores externos, como la alimentación, el estrés, la exposición a tóxicos y determinados cambios hormonales que pueden hacer que las modificaciones epigenéticas del genoma se modifique, manteniendo la secuencia del mismo. Las modificaciones epigenéticas se dan de forma regular durante toda la vida del individuo, con especial interés durante el desarrollo embrionario, ya que la madre gestante y el embrión (y posterior feto) comparten el mismo ambiente. 
Por lo tanto, los hábitos de vida y situación emocional de la madre pueden modificar el genoma del futuro individuo. Esto es porque existe una comunicación estrecha entre ambos, de manera que gran parte de las moléculas que circulan por la sangre de la madre pueden establecer contacto con el feto. 
Se ha confirmado que las vesículas extracelulares son mediadores epigenéticos importantes por su capacidad para transportar ARNs no codificantes (ncRNAs) ya que estos participan activamente en la regulación epigenética de los individuos. De esta manera, las células endoteliales endometriales primarias de la madre gestante, pueden internalizar miARNs (los cuales son un tipo de ARN no codificante) en vesículas y secretarlos activamente grandes cantidades de exosomas, que son captados por las células trofoblásticas del embrión, pudiendo influir en sus patrones epigenéticos. Aun así, las alteraciones en la expresión génica pueden afectar de forma favorable o desfavorable, desde el crecimiento del embrión hasta nuestra muerte. 
El entorno y estilo de vida de la madre gestante, independientemente de gestar embriones donados o propios, puede inducir a que en el embrión se expresen o se inhiban funciones específicas, dando lugar a modificaciones como podemos observar en el proceso de transmisión de enfermedades como la diabetes o la obesidad. Además, hay determinados periodos durante el desarrollo del individuo en los que hay una mayor susceptibilidad a sufrir modificaciones epigenéticas, como el periodo preimplantacional y embarazo, sobre todo, seguidos de la lactancia, niñez y pubertad.
Independientemente del origen de los gametos, las enfermedades de la madre gestante, los hábitos durante en el embarazo, el ambiente en el que se desarrolle el feto durante la gestación… van a influir inevitablemente en la epigenética del individuo, reflejándose en las características físicas y estado de su salud.
El ADN del óvulo donado no es el factor principal que influya en el desarrollo del futuro bebé. Son muchos los factores determinantes para que se llegue a convertir en la persona que finalmente será. El ambiente puede causar ciertas alteraciones en la función genética sin por ello modificar la secuencia del ADN, haciendo que se manifiesten unos rasgos en lugar de otros.

## Aspectos legales y precio
La Ley 14/2006 sobre Técnicas de Reproducción Humana Asistida reconoce a ambas mujeres como progenitoras tras la realización de este tratamiento. Sin embargo, para poder llevar a cabo este método es fundamental que ambas estés casadas, no es suficiente con ser pareja de hecho. Por el contrario, se considera una donación de óvulos no anónima, algo que no está permitido en España.
El coste aproximado de este proceso es de entre 3500 y 6000 euros en función de la clínica y otras condiciones. Además, la medicación hormonal para la estimulación ovárica y la preparación endometrial no suele estar incluida en dicho precio.